# 海之中道

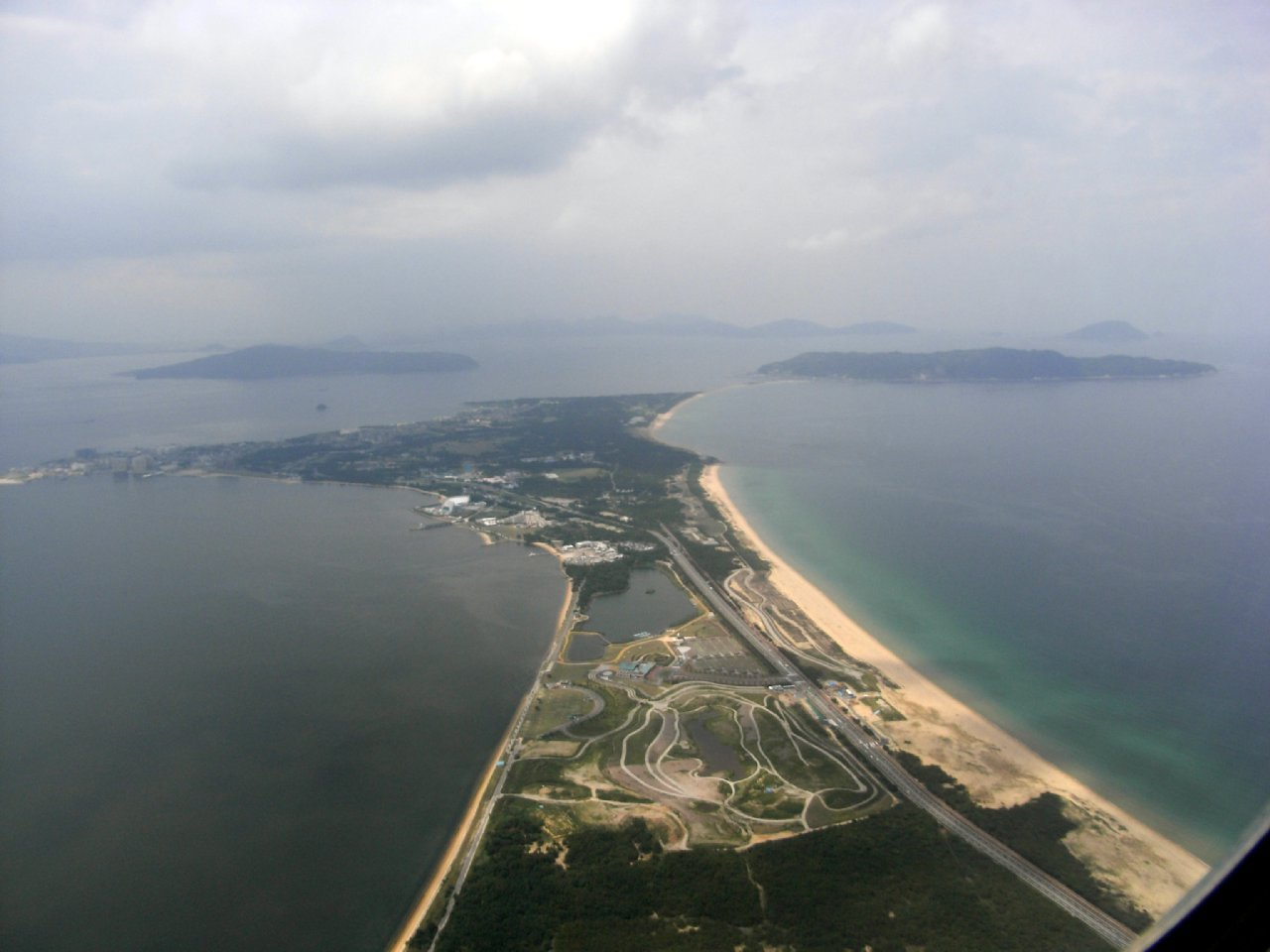
海之中道上空的景色。除中央的海之中道以外，還可看到博多灣內的幾座島嶼：左方為能古島，右方與海之中道有橋相連的為志賀島，志賀島後方為玄界島。

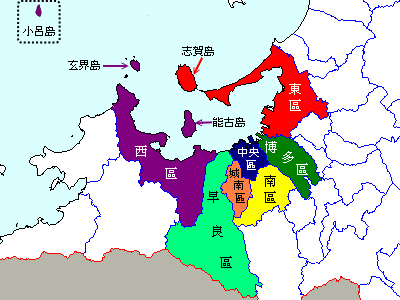
福岡市地圖中能古島，志賀島以及玄界島的位置關係。其中北端連結志賀島和九州的橋形陸地即為海之中道

海之中道（日语：海の中道）是一座位於日本福岡縣福岡市東區北部的連島沙洲，連結志賀島與九州本島。沙洲全長約為8公里，最寬處寬度2.5公里。沙洲北臨玄界灘，南接博多灣，將博多灣東半部分與外海隔開。沙洲上有JR香椎線的4座鐵路車站，福岡市的很多度假設施也位於此處。

## 概要
該沙洲幾乎全由沙地構成，僅在東部“奈多”的玄界灘海岸有由形成於更新世時期的砂岩構成的懸崖地貌，在西部則有於古近紀形成的“大岳”，“小岳”等丘陵地貌。由於奈多懸崖附近的沙丘上長滿了黑松，所以奈多沙丘又被稱為“奈多松原”，在松原上還有供奉火明神，豐玉姬神等的“志式神社”。
沙洲在西部的“西戶崎”和東部的“雁之巢”各有一處沙嘴延伸至博多灣中。沙洲各處寬度變化很大，例如西戶崎附近的寬度超過2公里，而海之中道海濱公園附近的寬度僅有不足500公尺。與志賀島連結的最西端大約1公里的沙洲最為細長，在漲潮時一部分沙洲甚至會沒於海面以下，因此這段沙洲又被稱為“道切”或“滿切”，後來為了保證志賀島的出入交通而於其上架設了一座大橋。根據18世紀的《筑前国續風土記》所述，在當時此地段經常會沈沒在海面以下，露出海面的機會很少。
在沙洲中部和西北部地區有大片公園及休閒場地。例如在中段偏東部有福岡市雁之巢休閒中心，其棒球場（福岡市雁之巢休閒中心棒球場）是日本職棒福岡軟體銀行鷹隊二軍的主場。在西部也有海之中道海濱公園，海之中道海洋世界水族館，西戶崎海濱鄉村俱樂部高爾夫球場等公園和娛樂休閒設施。另外，在東部的奈多，雁之巢以及西南部的西戶崎，大岳附近分佈著大片住宅區，大約1萬5千人居住於此。

## 歷史
由於沙洲玄界灘一側的海岸經常有各種漂流物被帶到岸邊，所以在奈良時代編纂的《筑前國風土記》逸文裏志賀島的條目中將海之中道稱為“打昇之濱”。有些資料裏也稱其為“吹上之濱”，例如神功皇后的傳說中，在遠征之前於“吹上之崎”舉行盛大的神樂活動時，從海底出現了阿曇磯良神，並給了她一塊玉。古代附近的漁民已經在此地開始製鹽。在鹽屋鼻附近的“海之中道遺跡”出土了很多漁具，貝塚，以及8-10世紀使用的製鹽陶器。
“海之中道”這一地名從何時起開始使用仍然待考。例如18世紀初貝原益軒編纂的《筑前國續風土記》中記載，奈多的居民已經稱此地為“海之中道”，但在正式記述中則稱此地為“奈多之濱”，而稱位於此地以北十多公里的現在福津市勝浦到津屋崎附近的一座沙洲為“海之中道”。在明治時代也因為此沙洲的名稱並不廣為人知而在地形圖上被記載為“俚稱海中道”。
傳統上海之中道由中間分開，西半部由志賀村管轄，東半部由奈多村管轄。到了江戶時代，西半部屬於那珂郡，而東半部則屬於裏糟屋郡。1889年（明治22年）町村制施行時，整個海之中道地區併入糟屋郡，但西半部劃為志賀村，而東半部則劃屬和白村。兩村在50年代分別昇為町之後，分別於1960年（和白町）和1971年（志賀町）併入福岡市。1972年福岡市昇為政令指定都市設區後，由東區管轄至今。
西南部的西戶崎過去曾寫成“道崎”，到了明治初期則常用“西堂崎”，僅有少數幾戶人家。但1904年此地鋪設並開通了博多湾鐵道（現在的JR香椎線），從糟屋煤田運出的煤炭在這裏被裝船，隨後人口逐漸增加。另外，在大岳附近還曾開採過煤炭，坑道一直延伸到博多灣海底。
現在的雁之巢休閒中心一帶在1936年初曾建起了九州第一座國際機場雁之巢飛行場（福岡第一飛行場），以期成為東亞地區國際航線網絡的一個關鍵點，但在當時卻幾乎全部由軍隊使用。第二次世界大戰時期此機場主要由陸軍使用，而現在的海濱公園在當時則是海軍的機場。1945年戰敗後，兩座機場均由美軍接收，分別被改造成布雷迪空軍基地（Brady Air Base）和博多營（Camp Hakata）。基地司令部位於現在的路易漢斯酒店（The Luigans，原為海之中道賓館）附近，許多在基地工作的工人則居住在和白地區，造成當地人口激增。朝鮮戰爭時期此基地曾是美軍的一個重要的補給站。1972年該基地返還給日本後，逐漸被開發為福岡市的休閒區。

## 交通
JR香椎線（海之中道線）和福岡縣道59号志賀島和白線分別作為鐵道和公路幹線，以東西方向貫穿沙洲。沙洲上的香椎線車站共有奈多車站、雁之巢車站、海之中道車站、西戶崎車站4站，在雁之巢和海之中道兩站之間還有建有防沙牆以阻擋風沙。縣道59号則一直從海之中道西端經過志賀島橋通往志賀島。另外，2002年10月份連結雁之巢地区與位於其南部博多灣內人工島島嶼城市的海之中道大橋竣工，使得海之中道與福岡市中心的距離大大縮短。
海運方面，福岡市營輪渡開設了博多區的灣岸博多碼頭與西戶崎之間的渡輪航線，而安田產業汽船則開設了兩條航線，分別往返於灣岸博多碼頭以及位於早良區百道濱的海洋地帶和海之中道渡輪碼頭之間。

## 相冊

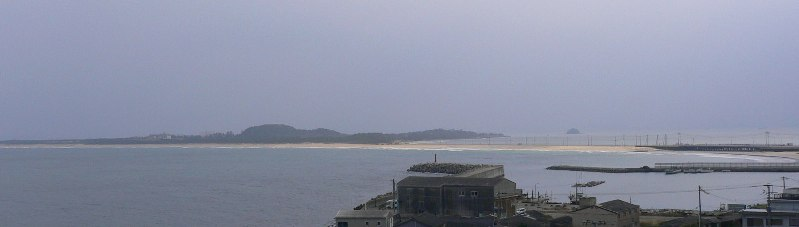
從志賀島遠望海之中道。近處的海域為玄界灘，隔著海之中道對面的海域為博多灣
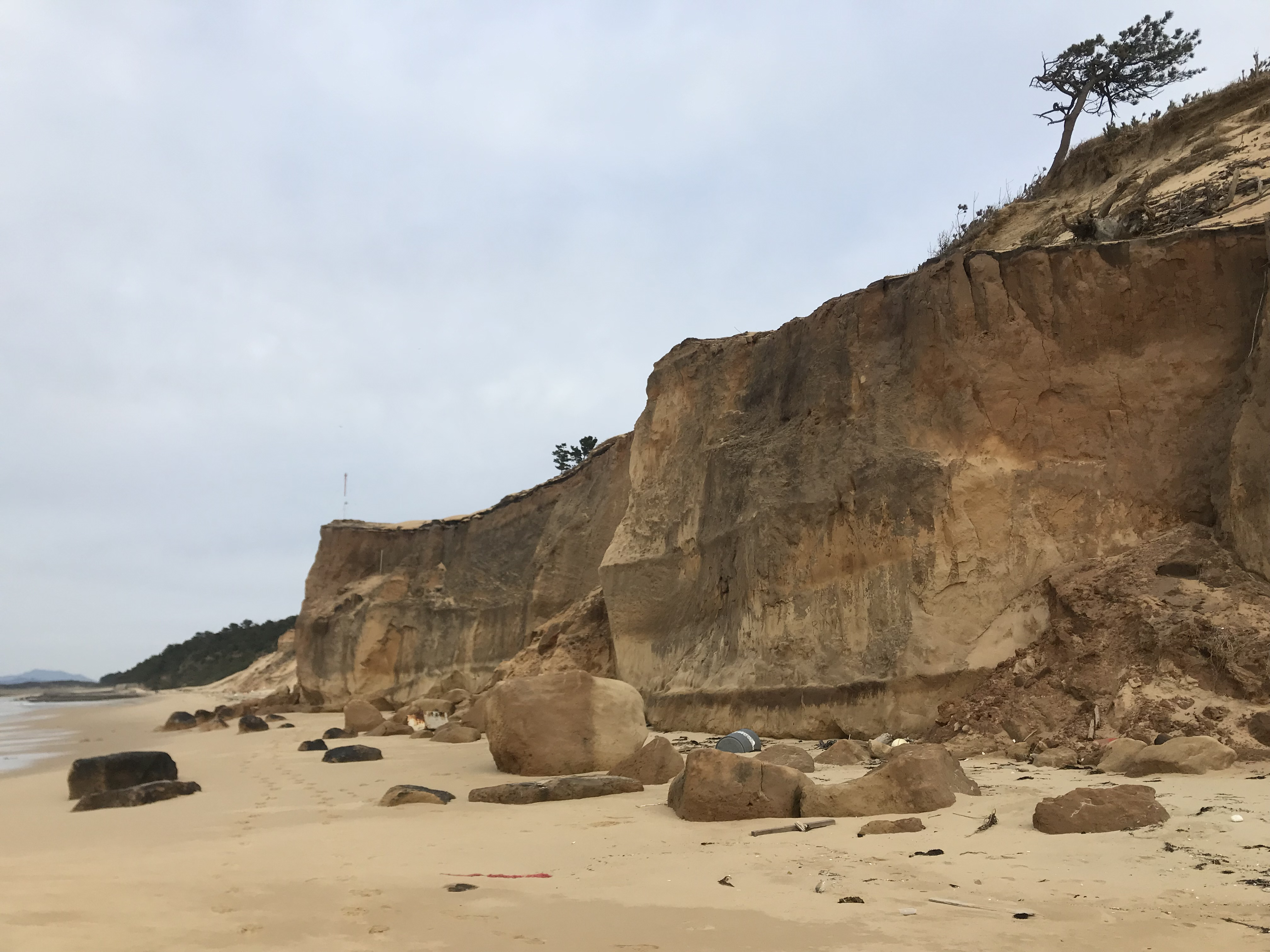
奈多海岸的懸崖
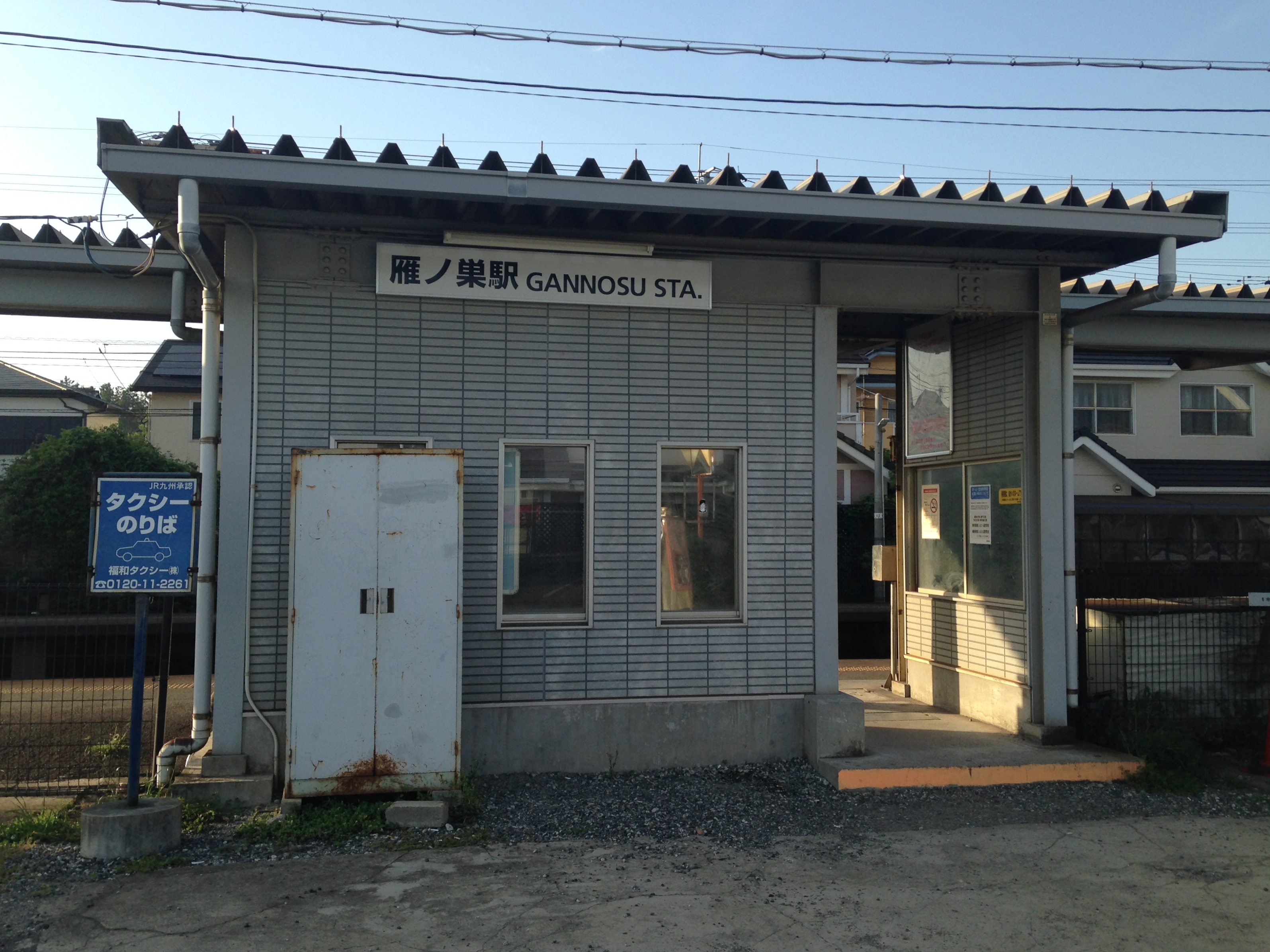
雁之巢車站
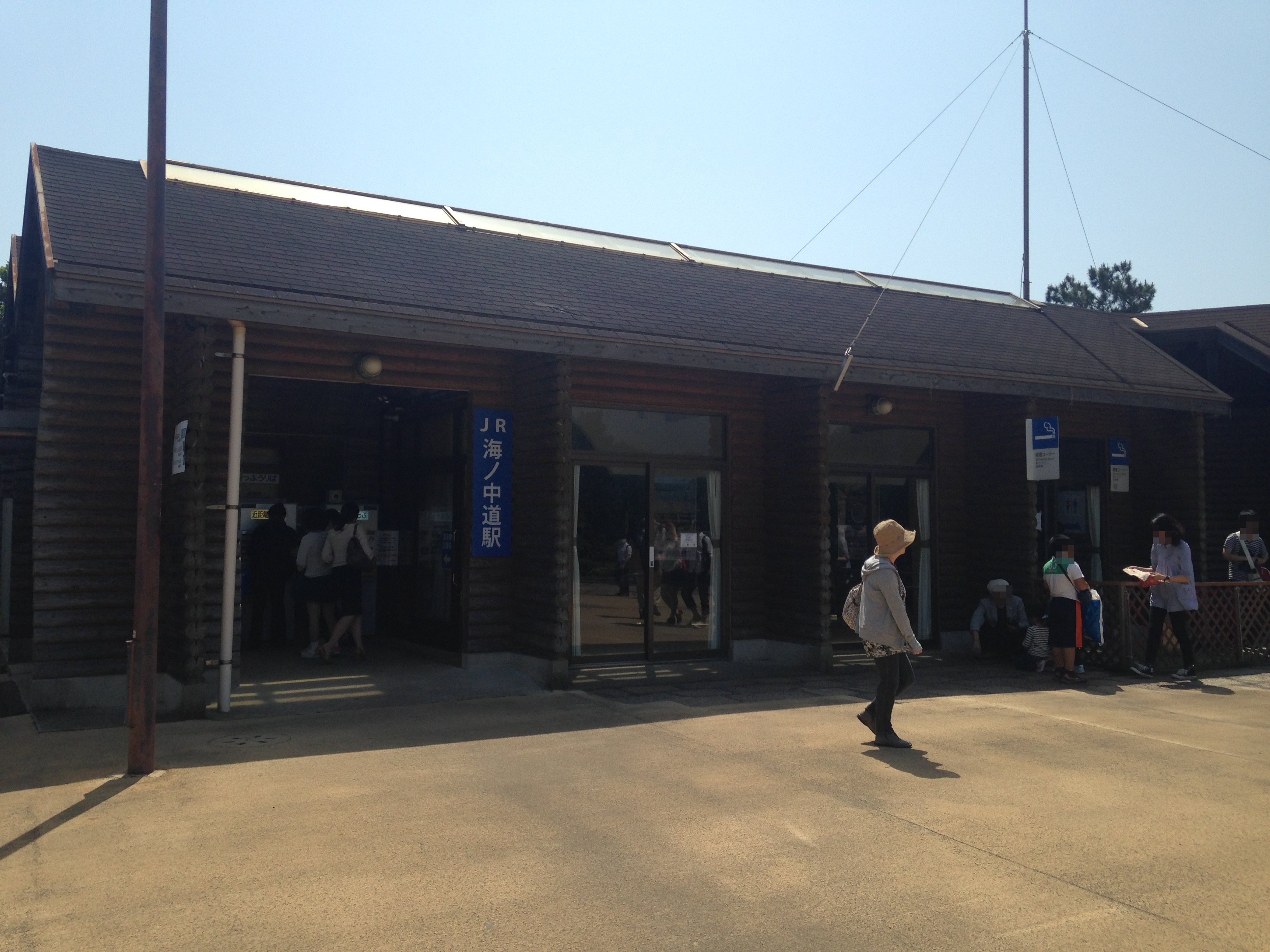
海之中道車站
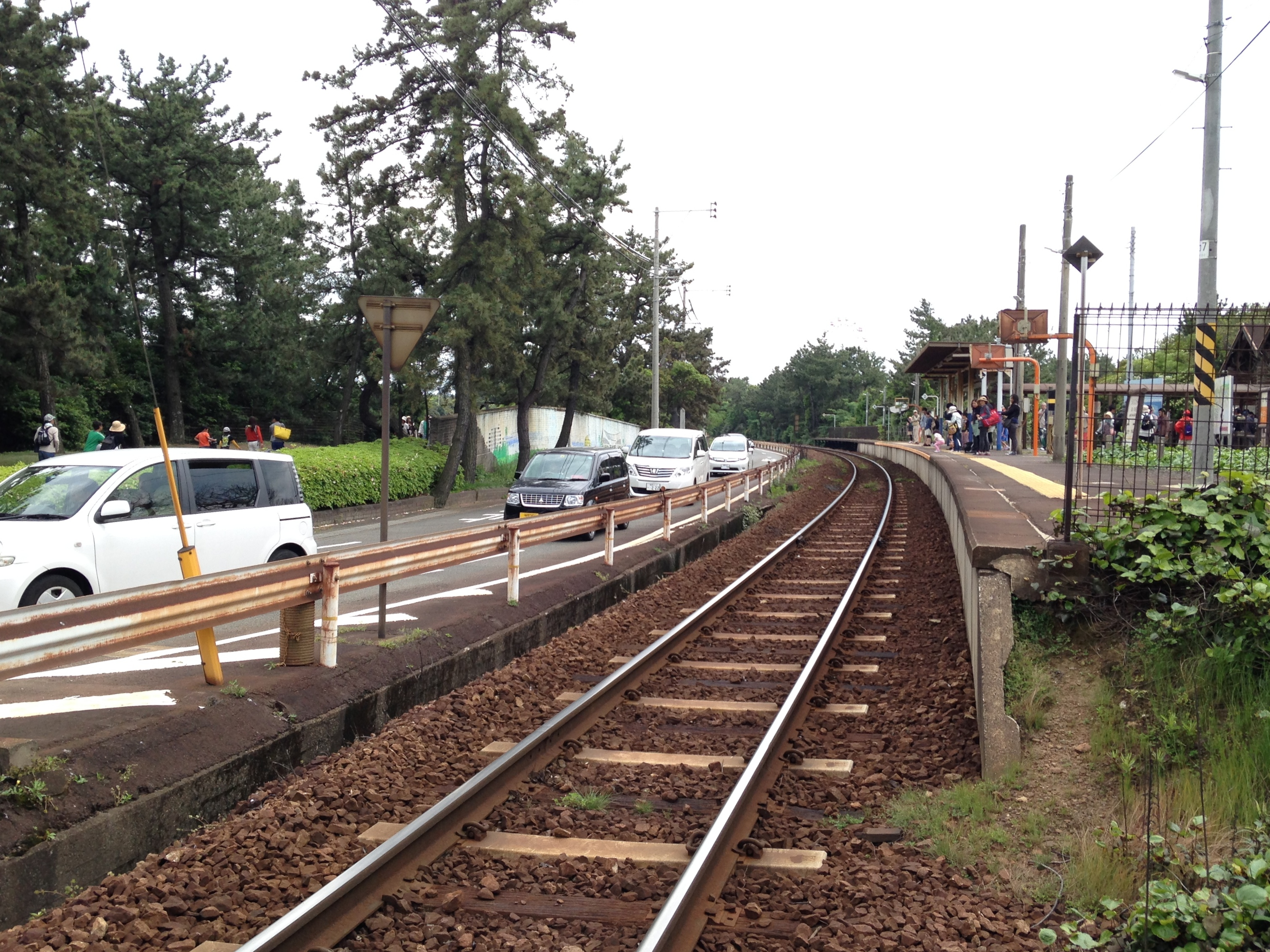
海之中道車站的月台。左側為與JR香椎線並行的福岡縣道59号志賀島和白線
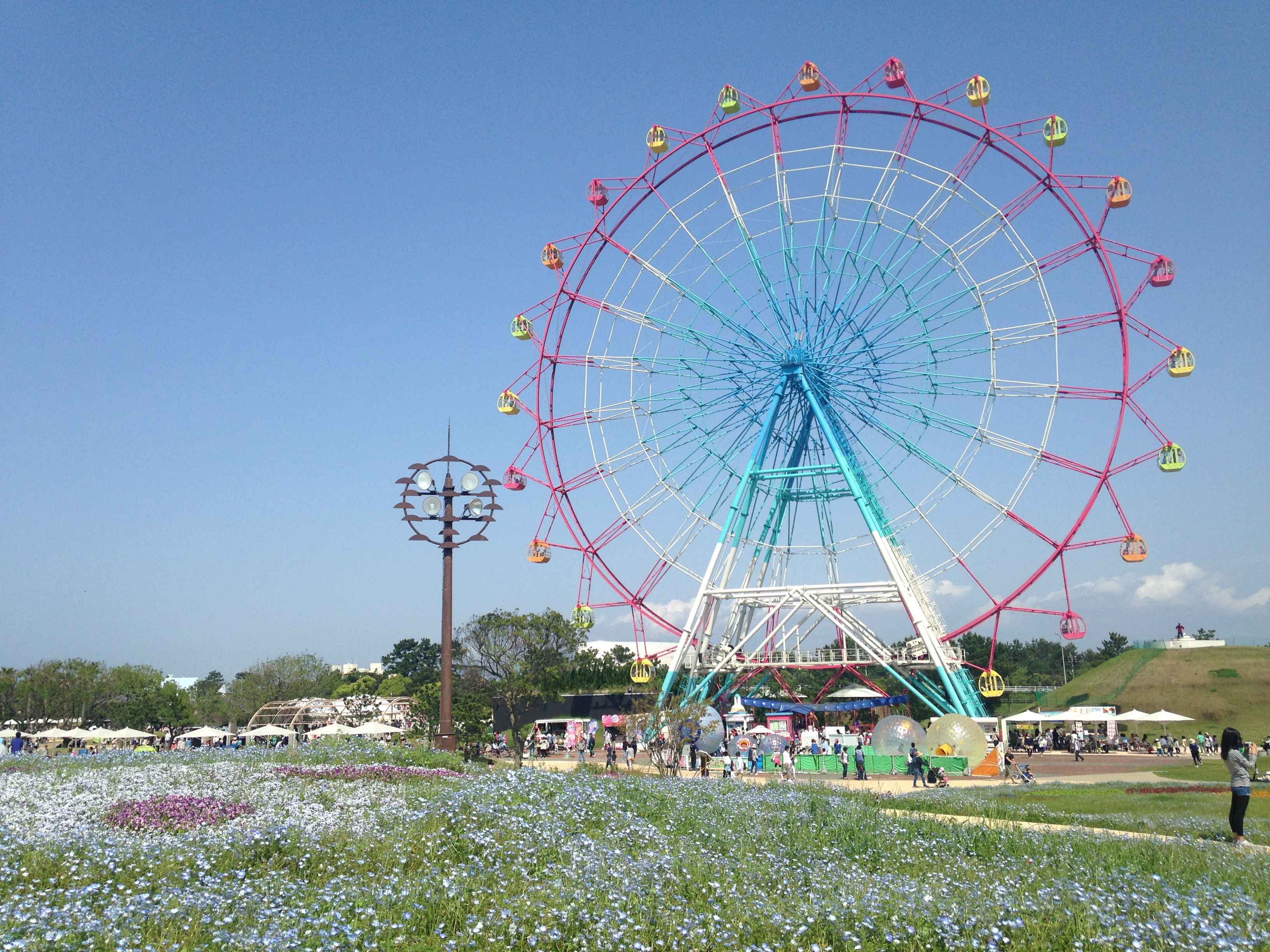
海之中道海濱公園的摩天輪
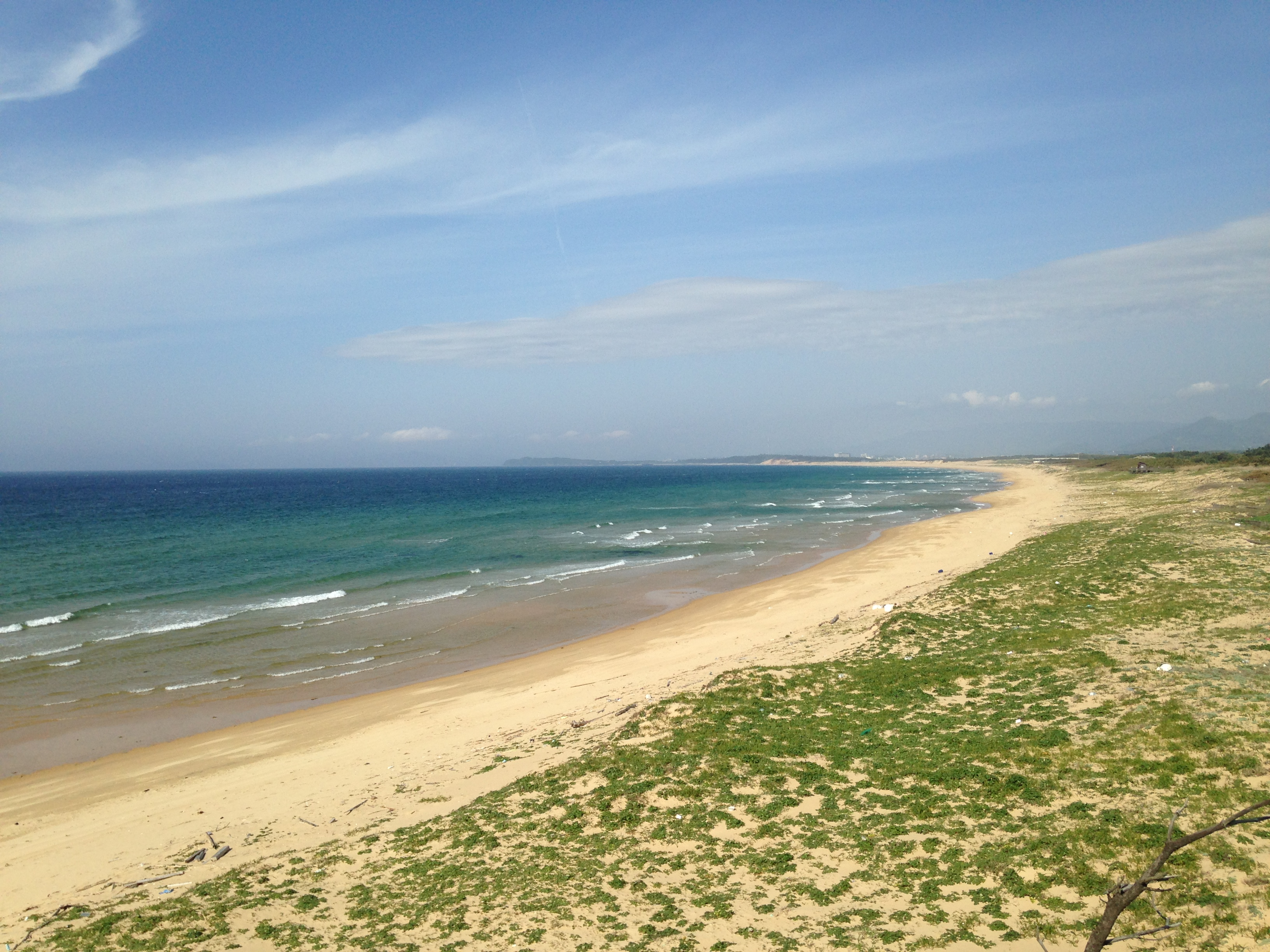
鹽屋鼻附近的海灘。左方為玄界灘
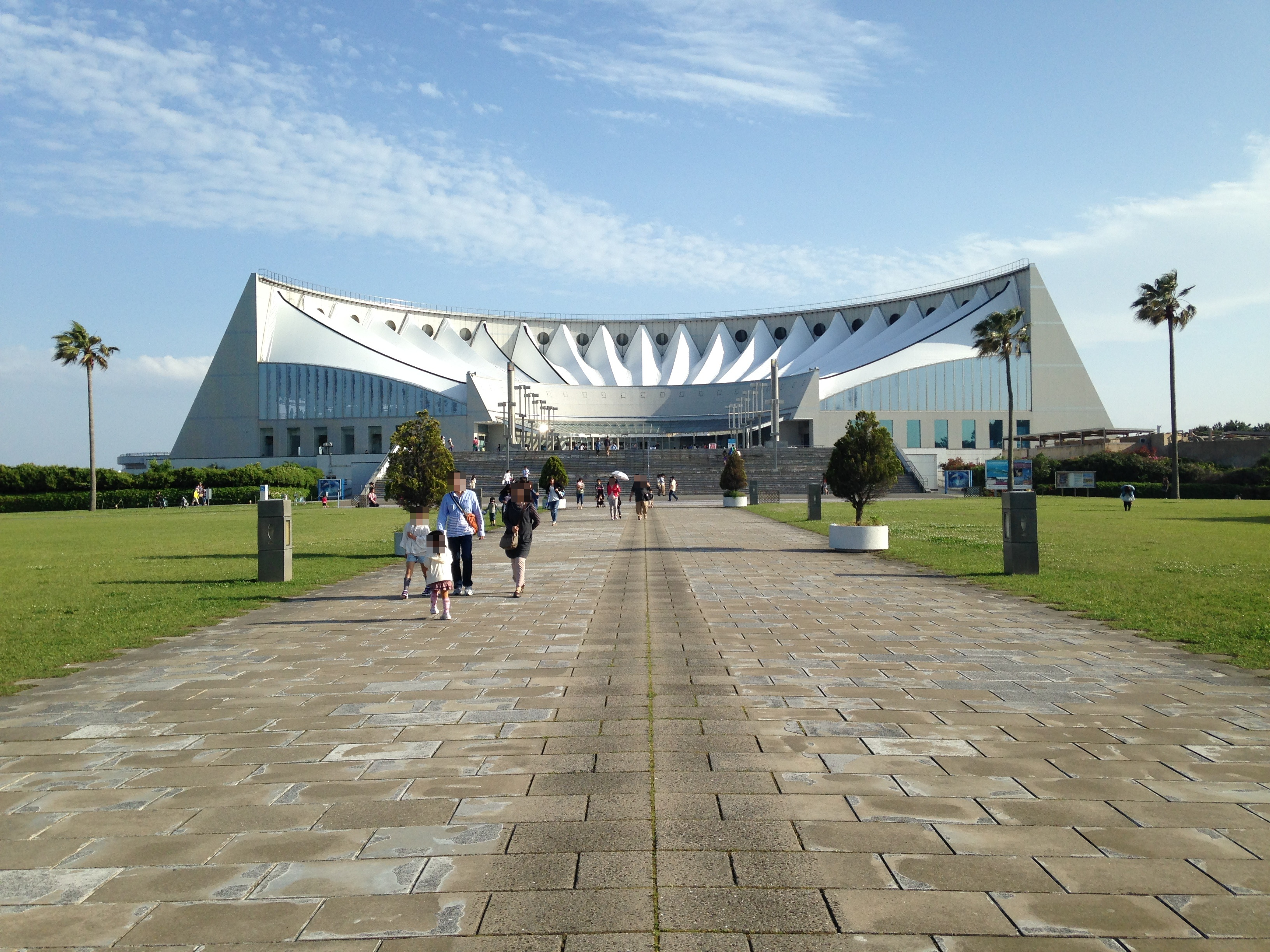
海之中道海洋世界
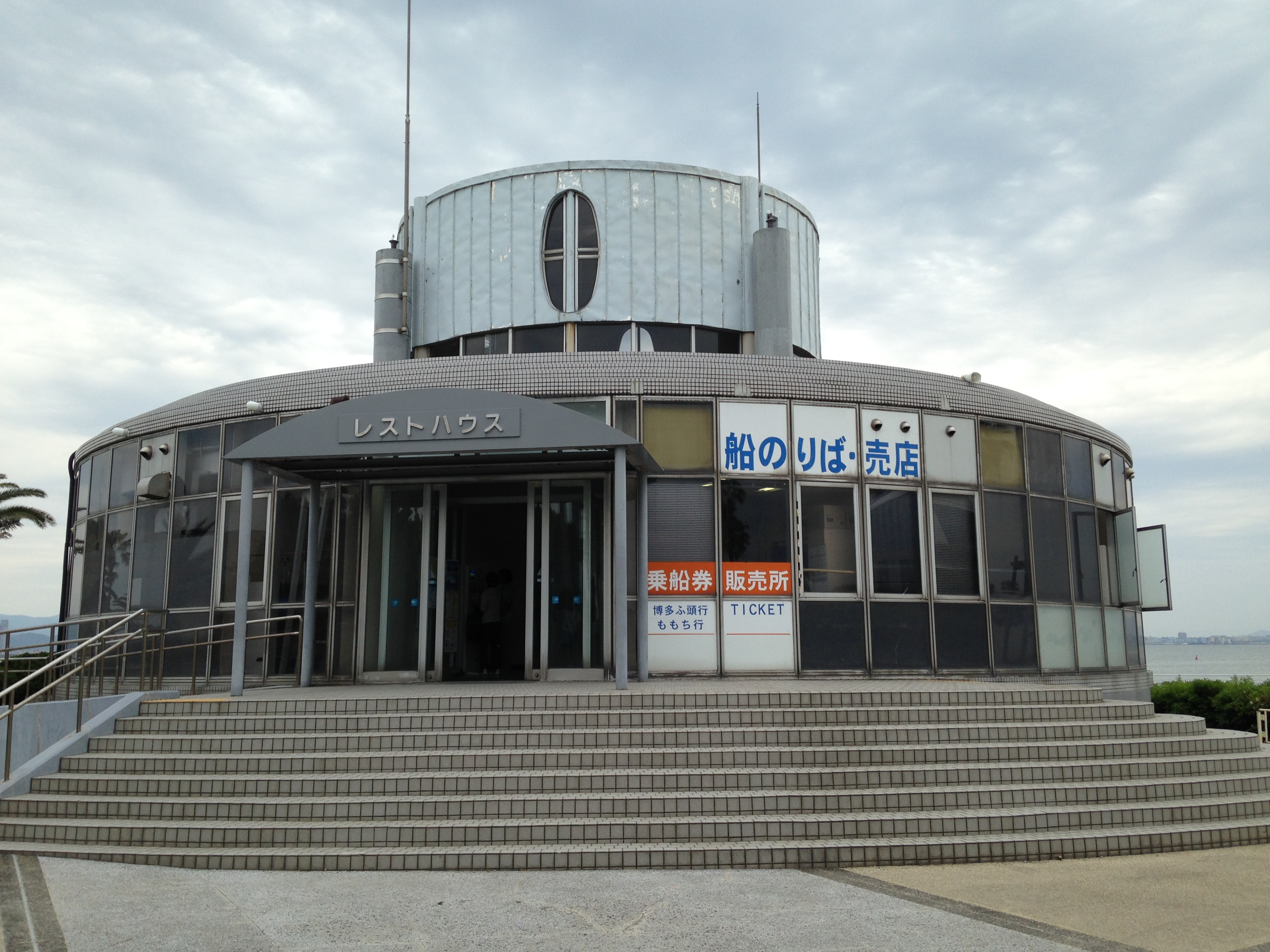
安田產業汽船海之中道渡輪碼頭的休息室
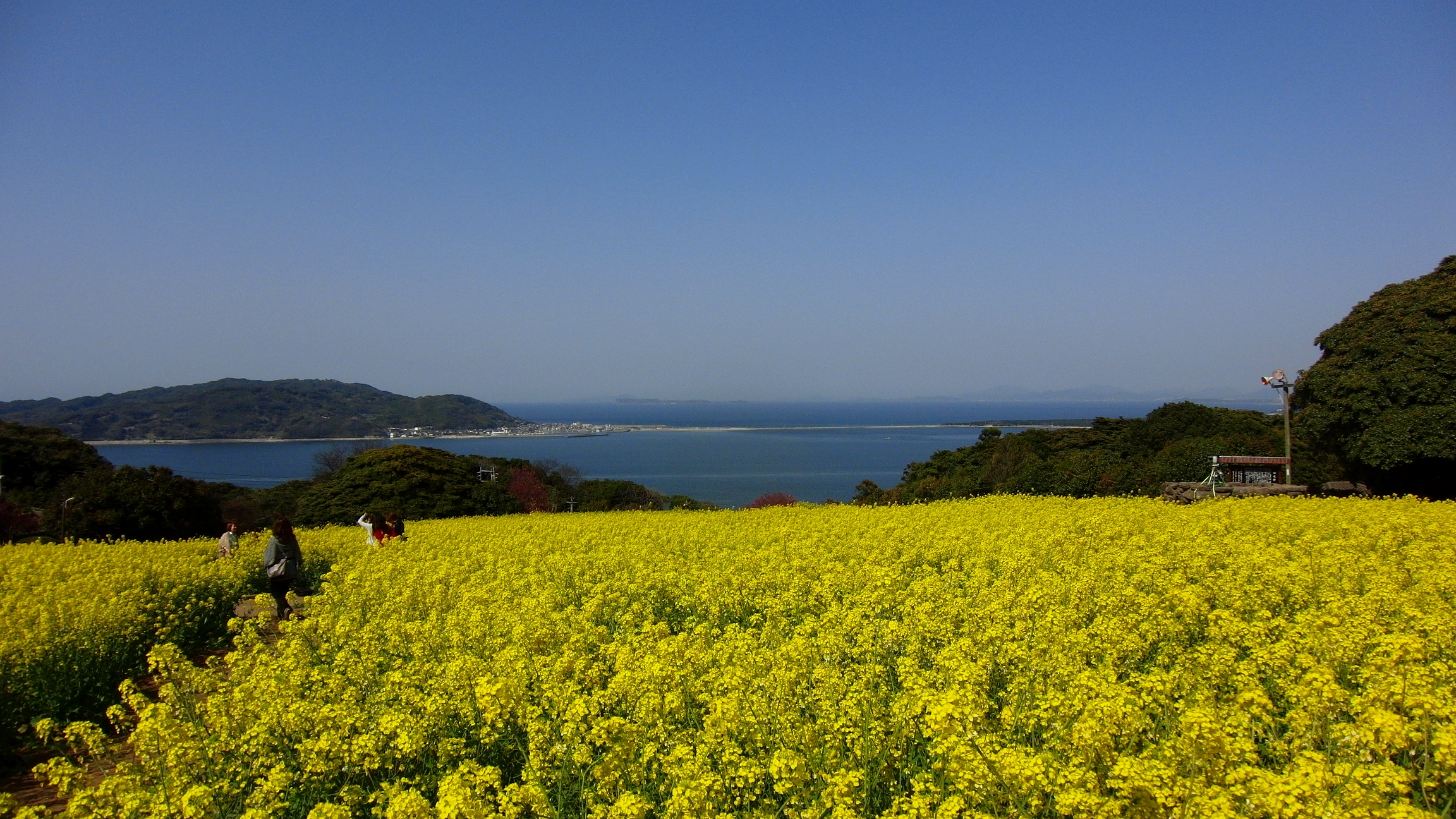
從能古島（日语：能古島）遠望志賀島（左）和海之中道（右）
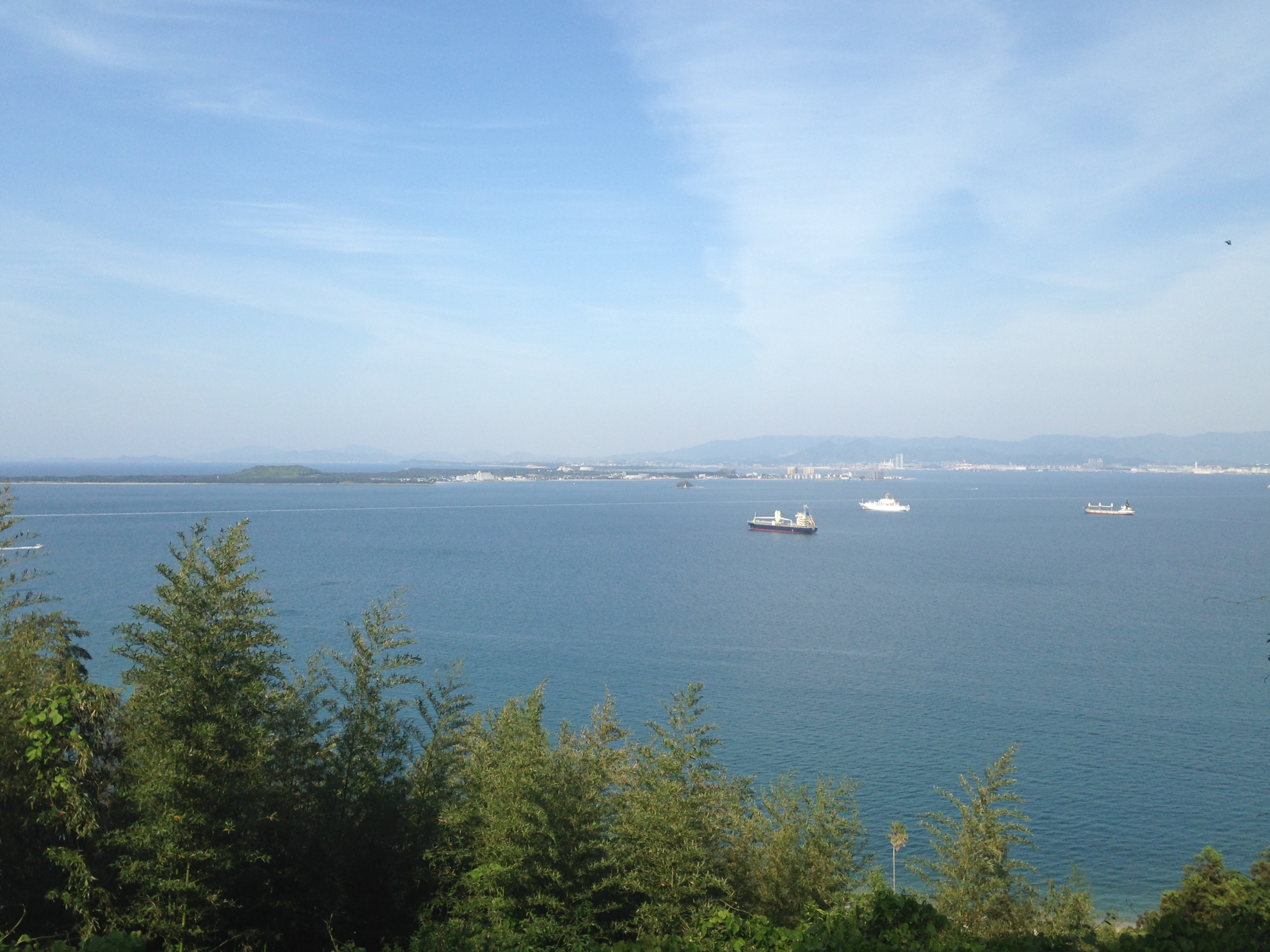
從能古島遠望海之中道（左）
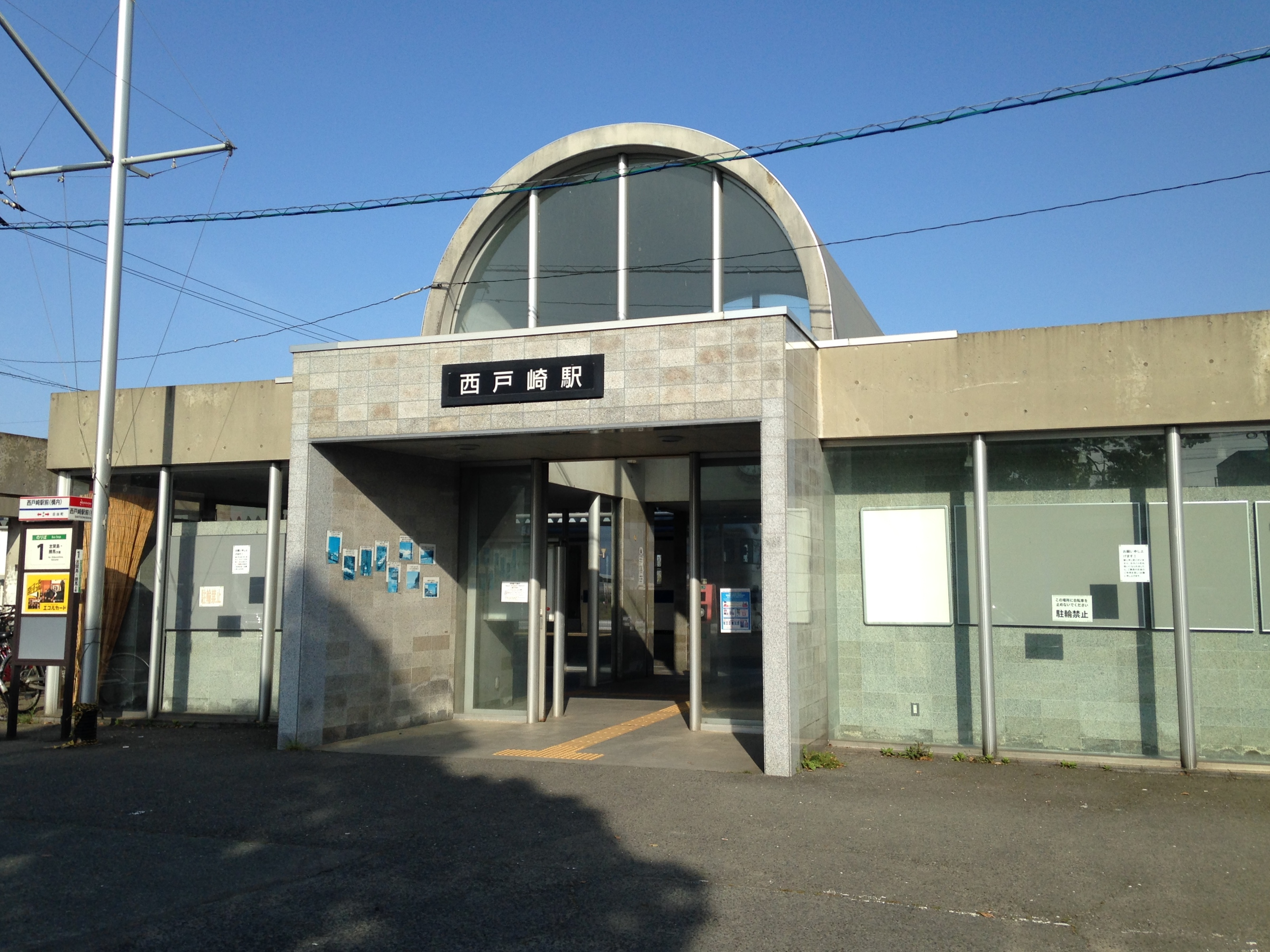
西戶崎車站
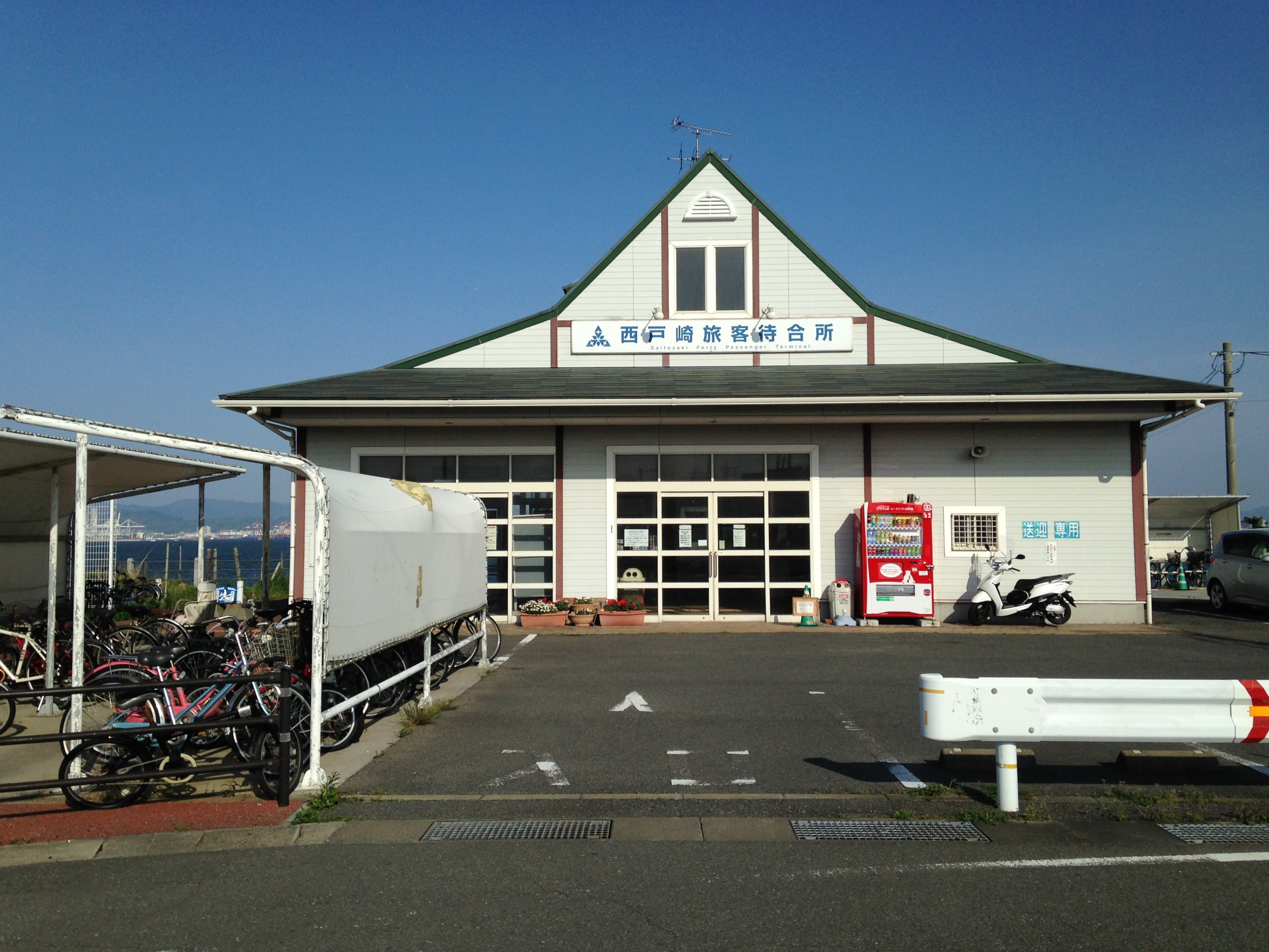
福岡市營輪渡西戶崎渡輪碼頭的休息室

## 外部連結
- 日本國營海之中道海濱公園